# 新消息报
《新消息报》（希伯來語：‎，羅馬化：Y°diyʿŵt ʾAḥărŵnŵt）是一份在以色列特拉维夫出版的全国性日报。《新消息报》于1939年在英属巴勒斯坦成立，是以色列销量和发行量最大的报纸。

## 历史

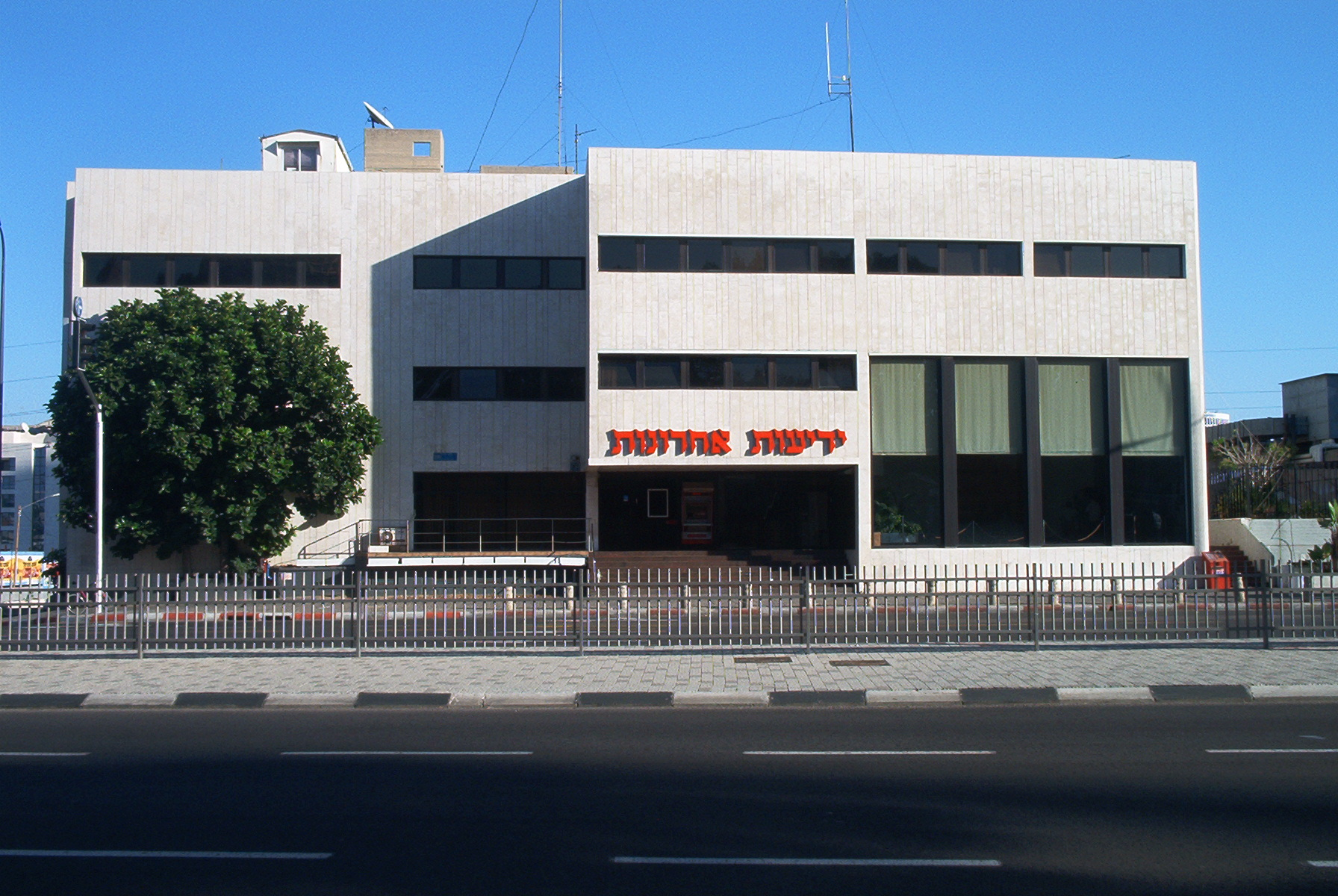
位于以色列特拉维夫的前总部

《新消息报》于1939年由一位名叫格肖姆·科马罗夫的投资者建立。它是英国托管巴勒斯坦地区的第一份晚报，并试图模仿伦敦《旗帜晚报》的形式。由于遇到了财政困难，科马罗夫把报纸卖给了叶胡达·莫泽斯。莫泽斯是一位富有的土地商人，他把这份报纸视为一种有趣的爱好和长期的金融投资。他的两个儿子鲁本和诺亚掌管着这份报纸，诺亚是该报的首任执行主编。